# Les Ferrets de la reine
 (mars 2014).
Les Ferrets de la reine est un roman policier historique de Jean d'Aillon, publié par en 2007. Il s'agit du premier tome de la série Louis Fronsac, mais du cinquième dans l'ordre de parution.

## Résumé
En 1624, Louis entre en 6e au collège jésuite de Clermont à Paris. On ne peut y parler que latin et doit y changer sa chemise chaque mois. La plupart font des toilettes sèches avec une peau de chamois parfumée, certains se parfument à la poudre de violette. Ils ont un verre de vin même le matin. Les punitions vont jusqu'au fouet. Louis entend des discussions à l'étage du dessous et apprend qu'il y a un projet de mariage entre la sœur de Louis XIII, Henriette de France, et le prince de Galles, fils du roi anglais Jacques Ier.
On propose à Carlisle, ambassadeur anglais, de lui donner des ferrets portant de fausses pierres pour que le duc de Buckingham, favori de Jacques Ier, les offre à la reine de France que l'ambassadeur espagnol humilierait pour rompre l'alliance franco-anglaise. Jacques Ier meurt et le prince devient Charles Ier. Le duc étant absent aux fiançailles, Carlisle donne les ferrets à Anne d'Autriche de la part de Charles Ier. Louis et Gaston écrivent au comte de Moret, fils d'Henri IV, frère d'Henriette et compagnon de collège, pour l'avertir. Le comte informe la reine qui fait expertiser les ferrets, les donne au duc et avise le roi du piège déjoué. Le duc est ridiculisé.

## Éditions
- Éditions Jean-Claude Lattès, 2007, 484 p.  (ISBN 978-2-7096-2975-1)
- Éditions du Masque, coll. « Labyrinthes » no 195, 2011, 477 p.  (ISBN 978-2-7024-3623-3)
- Éditions du Masque, coll. « Masque poche » no 37, 2014, 536 p.  (ISBN 978-2-7024-4078-0)